# Svetovno prvenstvo v hokeju na ledu 1930
Svetovno prvenstvo v hokeju na ledu 1930 je bilo četrto Svetovno prvenstvo v hokeju na ledu in prvo, ki je potekalo samostojno. Potekalo je med 30. januarjem in 10. februarjem 1930 v Chamonixu, Dunaju in Berlinu. Zlato medaljo je osvojila kanadska reprezentanca, srebrno nemška, bronasto pa švicarska, v konkurenci dvanajstih reprezentanc. 

## Dobitniki medalj
| Zlato | Srebro | Bron |
| KanadaPercy Timpson Joseph Griffin Frederick Radke Alexander Park Wallace Adams Howard Armstrong Albert Clayton Gordon Grant Donald Hutchinson | NemčijaWalter Leinweber Franz Kreisel Erich Römer Martin Schröttle Rudolf Ball Gustav Jaenecke Heinrich Herker Günther Kummetz Alfred Heinrich Marquardt Slevogt | ŠvicaAlbert Künzler Emil Eberle Albert Geromini Beat Rüedi Albert Rudolf Heinrich Meng Conrad Torriani Richard Torriani Fritz Kraatz Robert Fuchs Carletto Mai |

## Tekme

### Prvi krog
| 30. januar 1930 | Francija | 4:1 | Belgija | Chamonix, Švica |

| Poročilo tekme      | Poročilo tekme | Poročilo tekme | Poročilo tekme | Poročilo tekme |
| ------------------- | -------------- | -------------- | -------------- | -------------- |
| Začetek: ni podatka |                |                |                |                |

| 30. januar 1930 | Madžarska | 2:0 | Italija | Chamonix, Švica |

| Poročilo tekme      | Poročilo tekme | Poročilo tekme | Poročilo tekme | Poročilo tekme |
| ------------------- | -------------- | -------------- | -------------- | -------------- |
| Začetek: ni podatka |                |                |                |                |

| 30. januar 1930 | Nemčija | 4:2 | Združeno kraljestvo | Chamonix, Švica |

| Poročilo tekme      | Poročilo tekme | Poročilo tekme | Poročilo tekme | Poročilo tekme |
| ------------------- | -------------- | -------------- | -------------- | -------------- |
| Začetek: ni podatka |                |                |                |                |

### Drugi krog
| 1. februar 1930 | Poljska | 5:0 | Japonska | Chamonix, Švica |

| Poročilo tekme      | Poročilo tekme | Poročilo tekme | Poročilo tekme | Poročilo tekme |
| ------------------- | -------------- | -------------- | -------------- | -------------- |
| Začetek: ni podatka |                |                |                |                |

| 1. februar 1930 | Švica | 3:1 | Češkoslovaška | Chamonix, Švica |

| Poročilo tekme      | Poročilo tekme | Poročilo tekme | Poročilo tekme | Poročilo tekme |
| ------------------- | -------------- | -------------- | -------------- | -------------- |
| Začetek: ni podatka |                |                |                |                |

| 1. februar 1930 | Avstrija | 2:1 | Francija | Chamonix, Švica |

| Poročilo tekme      | Poročilo tekme | Poročilo tekme | Poročilo tekme | Poročilo tekme |
| ------------------- | -------------- | -------------- | -------------- | -------------- |
| Začetek: ni podatka |                |                |                |                |

| 1. februar 1930 | Nemčija | 4:1 | Madžarska | Chamonix, Švica |

| Poročilo tekme      | Poročilo tekme | Poročilo tekme | Poročilo tekme | Poročilo tekme |
| ------------------- | -------------- | -------------- | -------------- | -------------- |
| Začetek: ni podatka |                |                |                |                |

### Polfinale
| 2. februar 1930 | Nemčija | 3:1 | Poljska | Chamonix, Švica |

| Poročilo tekme      | Poročilo tekme | Poročilo tekme | Poročilo tekme | Poročilo tekme |
| ------------------- | -------------- | -------------- | -------------- | -------------- |
| Začetek: ni podatka |                |                |                |                |

| 2. februar 1930 | Švica | 2:1 | Avstrija | Chamonix, Švica |

| Poročilo tekme      | Poročilo tekme | Poročilo tekme | Poročilo tekme | Poročilo tekme |
| ------------------- | -------------- | -------------- | -------------- | -------------- |
| Začetek: ni podatka |                |                |                |                |

### Za 4. mesto
| 14. februar 1930 | Avstrija | 2:0 | Poljska | Dunaj, Avstrija |

| Poročilo tekme      | Poročilo tekme | Poročilo tekme | Poročilo tekme | Poročilo tekme |
| ------------------- | -------------- | -------------- | -------------- | -------------- |
| Začetek: ni podatka |                |                |                |                |

### Finale
| 14. februar 1930 | Nemčija | 2:1 | Švica | Berlin, Nemčija |

| Poročilo tekme      | Poročilo tekme | Poročilo tekme | Poročilo tekme | Poročilo tekme |
| ------------------- | -------------- | -------------- | -------------- | -------------- |
| Začetek: ni podatka |                |                |                |                |

### Za naslov prvaka
| 14. februar 1930 | Kanada | 6:1 | Nemčija | Berlin, Nemčija |

| Poročilo tekme      | Poročilo tekme | Poročilo tekme | Poročilo tekme | Poročilo tekme |
| ------------------- | -------------- | -------------- | -------------- | -------------- |
| Začetek: ni podatka |                |                |                |                |

## Končni vrstni red
1.  Kanada
2.  Nemčija
3.  Švica
4.  Avstrija
5.  Poljska
6.  Francija,  Madžarska,  Japonska in  Češkoslovaška
10.  Belgija,  Združeno kraljestvo in  Italija